# Мирмека
Мирмека (Мирмика) — в древнегреческой мифологии девушка из Аттики. Первоначально Афина любила её из-за её непорочности и искусности. Однако она стала хвастаться, что изобрела плуг, хотя его изобрела Афина. Афина разгневалась и превратила её в муравья.
Согласно же Грейвсу, Мирмека («муравьиная царица») — имя богини-матери в Северной Греции, и её утверждение в споре с Афиной было справедливым, ибо земледелие там возникло раньше.